# 北斗星 (電視劇)
《北斗星》是香港電視廣播有限公司拍攝製作的劇情及勵志劇集。由劉松仁、張活游、吳正元、李國麟等主演。此剧在1976年11月2日首播。
《北斗星》講述香港第一代社會工作者的生涯，以及七十年代的各樣社會問題。主角郭子明（劉松仁演）因弟弟誤入歧途，令他非常自責。也因此，他放棄成為醫生，轉而投身當時不為人熟悉的一個專業：社會工作。他加入了一個社會青年中心，希望挽救迷失的青少年。受這電視劇影響，上了年紀的香港人往往稱社會工作者為「北斗星」。在北半球的夜空，可以憑北斗星確定北方所在，以北斗星比喻社工，意指社工能夠幫助迷失方向的人重尋人生目標。意思係指社工能在黑夜中指引迷失的人。香港城市大學關志健教授等在英國社工期刊中曾指出，英國傳媒對社工並不客氣，甚至窮追猛打，令不少英國社工對傳媒避之則吉；他以香港《北斗星》這案例，說明電視媒體都可以是友非敵。
該劇在七十年代播出，是許鞍華加入劉芳剛主持的菲林組所導演的作品，也是香港第一套以社會工作為主題的電視劇。 受當時「電視新浪潮」時期影響，許鞍華結合戲劇與紀實的拍攝手法，探討當時社會出現的各類問題，展現出一份人文關懷。 由於七十年代許多香港人對於社會工作專業也不認識，這套電視劇的出現，為香港大眾介紹了社會工作者的角色。此劇被視為帶有正確的社會價值，例如藝人鄧萃雯從中知道演戲需要有使命感有社會責任。  另一方面，不少社工（如已故新生精神康復會前行政總裁游秀慧和理工大學應用社會科學系助理教授鍾劍華  ）也於當年受這套電視劇的感染而入行。香港特首林鄭月娥也聲稱自己深受劇中劉松仁飾演社工所啟發，希望投身社工行列。  《北斗星》電視劇令社會工作者這個專業廣為市民認識，而「北斗星」也曾成為社會工作者的代名詞。 電視劇也令社會工作贏得普羅市民的尊重，上一代的社會工作者為此感到自豪 。
四十多年後，仍不時用「北斗星」形容社會工作者，該劇集的影響力可見一班。例如2020/21社工學生的獎學金，被名命為「明日北斗星獎學金」。在2021年疫情之下，社會福利署委托在無綫電視製作推廣寫社工服務的節目，也名為「北斗同行」，但效果成疑。